# Giovanni Devoti
Giovanni Devoti (* 11. Juli 1744 in Rom; † 18. September 1820 ebenda) war ein italienischer Geistlicher, Bischof von Anagni und Kurienbischof.

## Leben
Geboren als Sohn des Genuesen Fabio Devoti und der Venezianerin Maddalena Stella, stammte er aus dem gebildeten Bürgertum. In den Jahren 1755 bis 1762 studierte er am Collegio Nazareno, danach an der Universität La Sapienza, unter anderem bei Tommaso Mamachi und Emmanuele Duni. Dort wurde er am 11. Mai 1766 zum Doctor iuris utriusque promoviert. Bekannt geworden durch die Veröffentlichung seines grundlegenden Traktates zum Kirchenrecht De notissimis in iure legibus 1766, wurde er 1768 auf den Lehrstuhl für Kanonisches Recht an der Sapienza berufen, den er 21 Jahre lang innehatte. Als Anwalt der Kurie bildete er zahlreiche Geistliche aus, darunter Francesco Saverio Castiglioni, den späteren Papst Pius VIII., der ihm als Generalvikar nach Anagni folgte.
Papst Pius VI. ernannte Giovanni Devoti am 30. März 1789 zum Bischof von Anagni und am 5. April desselben Jahres zum Päpstlichen Thronassistenten. Im Alter von 44 Jahren empfing er am 19. April 1789 die Priesterweihe und am 3. Mai desselben Jahres in Santa Maria in Trastevere die Bischofsweihe durch Kardinal Hyacinthe Sigismond Gerdil; Mitkonsekratoren waren Erzbischof Ottavio Boni und Bischof Pier Luigi Galletti OSB. Im November 1798, während der kurzzeitigen Besetzung Roms durch napoleonische Truppen wurde er zum Gouverneur von Anagni ernannt, während des Rückzuges der Franzosen durfte er König Ferdinand IV. nach Palermo begleiten. Er begab sich zum Konklave nach Venedig, musste allerdings die Funktion als Sekretär des Konklaves an Ercole Consalvi überlassen. Danach erlangte er die Diözese Anagni zurück.
Papst Pius VII. rief ihn 1804 nach Rom, wo er am 26. März desselben Jahres zum Titularbischof von Zela berufen wurde. Am 29. Mai 1804 wurde er Titularerzbischof von Carthago und Sekretär für die Breven an die Fürsten, Kanoniker an Santa Maria Maggiore und Mitglied der Kongregation für die kirchliche Immunität. Er begleitete Pius VII. zur Kaiserkrönung Napoleons I. in Paris am 2. Dezember 1804. Während der französischen Besatzung Roms legte er den Eid auf das Kaiserreich ab, zunächst unter Vorbehalt, dann bedingungslos. Daher wurde er im Zuge der Wiederherstellung des Kirchenstaates am 2. November 1814 als Sekretär für die Breven an die Fürsten von Domenico Testa abgelöst, welcher zuvor nach Korsika deportiert worden war. Giovanni Devoti zog sich auf seinen Ruhesitz zurück und starb 1820. Er wurde in der römischen Kirche Sant’Eustachio beigesetzt.

## Werke
- De notissimis in iure legibus. Rom 1766; Neuauflagen bis 1826
- Institutionum canonicarum libri quatuor. Rom 1785, 4 Bände; zahlreiche Neuauflagen bis 1826
- Juris canonici publici et privati libri V. Rom, 1803–1815, 3 Bände; Neuauflage 1837